# Szachtar Torećk
Szachtar Torećk (ukr. Футбольний клуб «Шахтар» Торецьк, Futbolnyj Kłub „Szachtar” Torećk) – ukraiński klub piłkarski z siedzibą w Torećku, w obwodzie donieckim.
W latach 1966–1969 występował w rozgrywkach radzieckiej Drugiej Ligi.

## Historia
Chronologia nazw:
- 19??–1968: Start Dzierżyńsk (ukr. «Старт» Дзержинськ)
- 1969–19??: Dzerżyneć Dzierżyńsk (ukr. «Дзержинець» Дзержинськ)
- 19??–2016: Szachtar Dzierżyńsk (ukr. «Шахтар» Дзержинськ)
- 2016–...: Szachtar Torećk (ukr. «Шахтар» Торецьк)

Drużyna piłkarska Start Dzierżyńsk została założona w mieście Dzerżynśk w XX wieku. Zespół występował w rozgrywkach mistrzostw i Pucharu obwodu donieckiego.
W 1966 klub debiutował w Klasie B, 1 strefie ukraińskiej Mistrzostw ZSRR oraz w rozgrywkach Pucharu ZSRR. W 1969 klub zmienił nazwę na Dzerżyneć Dzierżyńsk i zajął 17. miejsce w Klasie B, 2 strefie ukraińskiej, ale tak jak w następnym, 1970 roku odbyła się reorganizacja systemu lig ZSRR, to klub został zdeklasowany i pożegnał się z rozgrywkami na szczeblu profesjonalnym. Potem kontynuował występy w rozgrywkach Mistrzostw i Pucharu obwodu.
W 1981 klub pod nazwą Szachtar Dzierżyńsk startował w rozgrywkach Pucharu Ukraińskiej SRR, gdzie w finałowym dwumeczu został pokonany przez Słucz Bereźne.
Obecnie jako drużyna amatorska kontynuuje występy w rozgrywkach Mistrzostw i Pucharu obwodu donieckiego.
W lutym 2016 w związku ze zmianą nazwy miasta na Torećk również zmienił nazwę na Szachtar Torećk.

## Sukcesy
- Klasa B, 2 strefa ukraińska:

15 miejsce: 1967
- Puchar ZSRR:

1/1024 finału: 1967/68
- Puchar Ukraińskiej SRR:

finalista: 1981